# STS–51

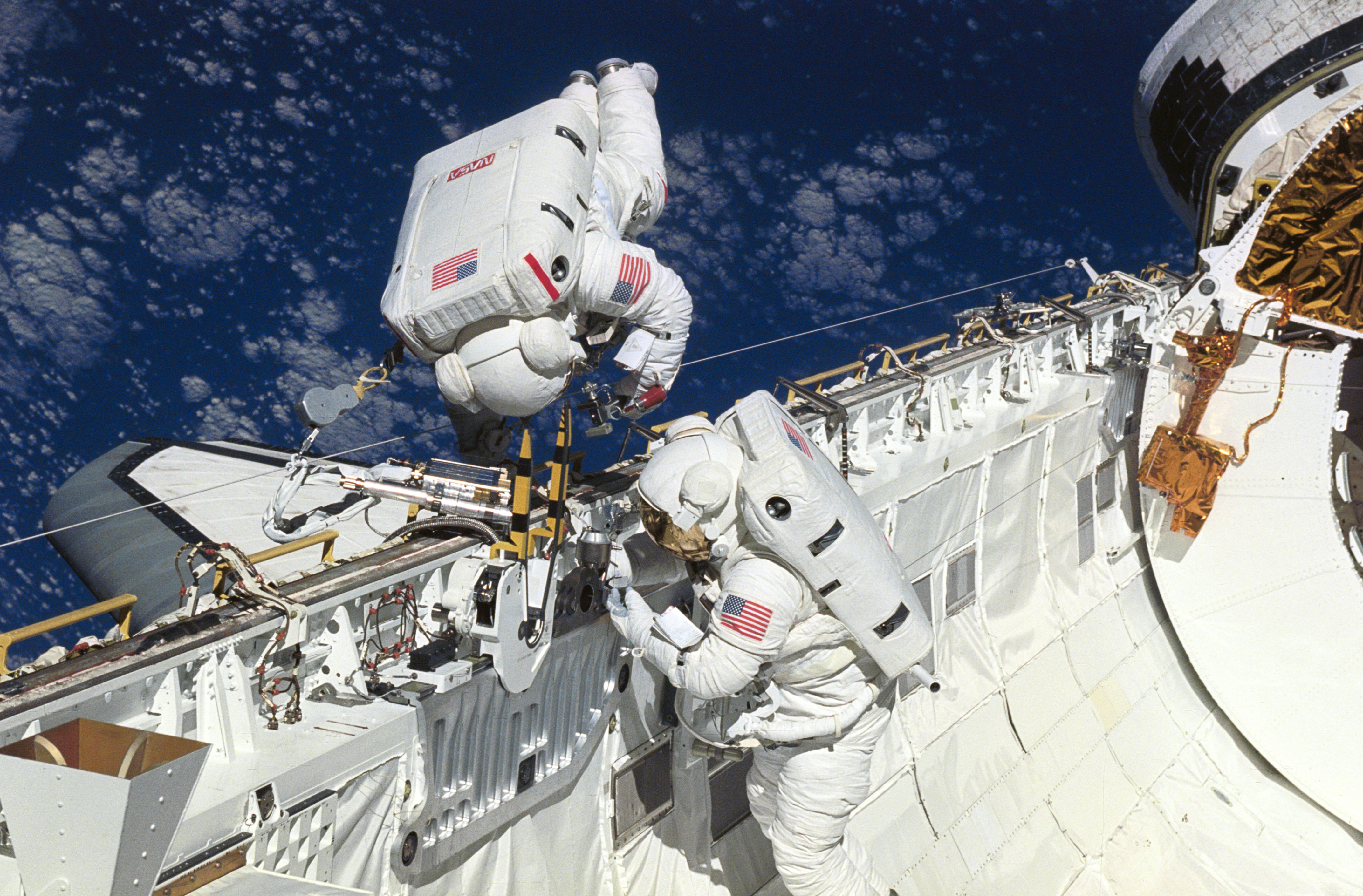
Newman és Walz az űrsétán

Az STS–51 az amerikai űrrepülőgép-program 57., a Discovery űrrepülőgép 17. repülése.

## Jellemzői
A beépített kanadai Canadarm (RMS) manipulátor kart 50 méter kinyúlást biztosított (műholdak indítás/elfogása, külső munkák [kutatás, szerelések], hővédőpajzs külső ellenőrzése) a műszaki szolgálat teljesítéséhez.

### Első nap
Első alkalommal 1993. július 17-ére, második esetben július 24-ére, harmadik nekifutásra augusztus 12-ére is technikai problémák merültek fel, az indítást lefújták. Az űrhajósok minden esetben elhelyezkedtek az űrrepülőgép parancsnoki posztjában. Végül szeptember 12-én a szilárd hajtóanyagú gyorsítórakéták, Solid Rocket Booster(SRB) segítségével Floridából, a Cape Canaveral (KSC) Kennedy Űrközpontból, a LC39–A (LC–Launch Complex) jelű indítóállványról emelkedett a magasba. Az orbitális pályája 90,6 perces, 28,5 fokos hajlásszögű, elliptikus pálya perigeuma 300 kilométer, az apogeuma 308 kilométer volt. Felszálló tömeg indításkor 118 658 kilogramm, leszálló tömeg 92 371 kilogramm. Szállított hasznos teher 18 947 kilogramm
Az űrrepülőgép pályára állását követően megszakadt a földi irányító központtal a kapcsolat, csak 45 perc múlva sikerült a helyreállítás. A meghatározott műveleteket csak ez után kezdték az űrhajósok.

### Űrséták
(zárójelben a dátum és az időtartam)
EVA 1: Newman és Walz (1993. szeptember 16., 7 óra 05 perc)
Egy hétórás űrsétára került sor, melyen James Newman és Carl Walz űrhajósok a Hubble űrtávcső három hónappal későbbre tervezett javításának egyes lépéseit tesztelték. A tesztelés a Hubble űrtávcső javításra szoruló minta példányán történt, mintha éles helyzet lenne (szerszámok alkalmazása, a nagy súly mozgatása). Ez volt a 112. EVA az emberi űrrepülés történetében.

## Hasznos teher
1. Első alkalommal repült az űrrepülőgép fedélzetén a GPS helyzetmeghatározó. Tesztelték a helyzetmeghatározásokat.
2. Aurora Photography Experiment-B (APE-B) – fényképezési módok alkalmazása.
3. Commercial Protein Crystal Growth (CPCG) – mikrogravitációs környezetben fehérje előállítása. Négy zárt fehérjetartályban automatikusan történő folyamatok voltak.
4. High Resolution Shuttle Glow Spectroscopy-A (HRSGS-A) – nagy felbontású spektroszkóp. A látható és a közeli látható hullámhossz tartományban (4000 angström a 8000 nm-ben) mérte a űrrepülőgép környezetét.
5. IMAX filmfelvevő berendezés minden lényeges elemet rögzített, hogy kiértékelésével dokumentum filmet, illetve az űrséta gyakorlati fogásainak ellenőrzését elvégezzék.
6. Polymer Membranes Processing (IPMP) – fizikai és kémiai folyamatok során előforduló polimer képződések vizsgálata.
7. Air Force Maui Optical Site (AMOS) – radar- és optikai megfigyelések elősegítése, a földi egységek kalibrálásának biztosítása
8. Radiation Monitoring Equipment-III (RME-III) – ionizáló sugárzás mérése (gamma, elektron, neutron és proton sugárzás).
9. Limited Duration Space Environment Candidate Material Exposure (LDCE) – környezetkímélő anyagok előállítása (polimerek).
10. Chromosome and Plant Cell Division in Space-4 (CHROMEX-4) – a gravitáció hatását a növények növekedésére, fejlődésére, biokémiai és biotechnológiai eszközök alkalmazhatósága.
11. Egyéb kísérletek: látásvizsgálatok; szobabicikli alkalmazása a fizikai erőnlét megtartására.

### Műhold
A tehertérben rögzített kommunikációs műholdat a Canadarm (RMS) manipulátor kar segítségével pályairányba állították. A műhold pályairányba állítását követően az űrrepülőgép 18,8 kilométerre eltávolodott, 45 percre a hajtómű megemelte az ACTS műholdat. Az ORFEUS pályairányba emelését követően 4 kilométerre, majd 115 kilométerre eltávolodott.

#### ACTS
A kísérleti távközlési műholdat gyártotta a Martin Marietta Astro Space (MMAS). Üzemeltette a  NASA-GSFC. Alapvető cél, az új technológiák tesztelése, amely 28 szoros növekedést jelent az előző, hasonló műholdakhoz képest.
Advanced Communications Technology Satellite (ACTS) új kommunikációs műhold. A műhold értéke 363 millió USD. A pályairányba emelt műholdat a 60 perc múlva, automatikusan induló szilárdhajóanyagú Transfer Orbit Stage (TOS) főmotor sikeresen felemelte, majd a második fokozat TOS motorja geoszinkron pályába emelte.
Megnevezései: ACTS; ACTS (1993-058B). Kódszáma: SSC 22796.
Az orbitális egység pályája 1454,55 perces, 0,29 fokos hajlásszögű, elliptikus pálya perigeuma 35 509 kilométer, az apogeuma 36 785 kilométer volt. A két fokozatú rakéta egység súlya 12.136 kilogramm. Pályakorrekciók végzésére kémiai fúvókákkal felszerelt. A műhold indítási súlya 2770, hasznos tömege 1474 kilogramm. Várható élettartama a pályán korlátlan (novemberben indult kétéves kísérleti működése). Módosított típusú Astra 1A (GE 4000) műhold. Alakja prizma, mérete 2 × 2,1 × 1,9 méter, napelemei nyitott állapotban 14,3 méter hosszban helyezkednek el (1770 W). Éjszakai (földárnyék) energiaellátását NiCd (kémiai) akkumulátorok biztosították.
2004. április 28-án a pályakorrekciós manőverhez szükséges üzemanyaghiány miatt fokozatosan elvesztette magasságát.

#### ORFEUS
Gyártotta a német Messerschmitt–Bölkow–Blohm (MBB), üzemeltetője a német DARA és a NASA. Kapcsolódó tudományos intézmények a Tübingeni Egyetem,  Heidelbergi Egyetem és a  Princetoni Egyetem.
Orbiting Retrievable Far and Extreme Ultraviolet Spectrometer (ORFEUS), csillagászati ultraibolya spektrométer.Visszanyerhető, többször felhasználható űrobjektum. A csillagászati eszköz korábbi repülései STS–7, STS–41–B és STS–39. Következő repülése (STS–51 után) az STS–80 lett.
Megnevezései: ORFEUS–SPAS–1 (Orbiting and Retrievable Far and Extreme Ultraviolet Spectrometer – Shuttle Pallet Autonomous Satellite); ORFEUS (1993-058C); SPAS–ORFEUS–1 (Shuttle Pallet Autonomous Satellite – Orbiting and Retrievable Far and Extreme Ultraviolet Spectrometer). Kódszáma: SSC 22798.
Az orbitális egység pályája 90,29 perces, 28,47 fokos hajlásszögű, elliptikus pálya perigeuma 271 kilométer, az apogeuma 306 kilométer volt. Tömege 3207,8 kilogramm, hasznos tömege 1900kilogramm. Formája hengeres, szabálytalan prizma, hossza köle 3 méter, szélessége 1,8 méter. Energiaellátását NiCd (kémiai) akkumulátorok (70 kWh) biztosították, amelyek üzemideje 6-10 nap volt. 7 nap után visszanyerték, adatainak kiértékelésére visszaszállították a Földre. A tudományos adatokat a beépített memória (60 Gbit) rögzítette, és automatikusan továbbította a földi vevőállomások felé.
Háromtengelyesen stabilizált rendszer, a csillag érzékelők jeleinek és a műholdas navigációs rendszer GPS változásainak érzékelését követően kémiai (sűrített nitrogén) fúvókái segítségével igazította pályaelemét. A német tükör távcső átmérője 1 MAF = 2,426 méter, a tükör hatékonyságának növelésére felületét UV irídiummal vonták be. A nagy felbontású spektrométer 1:5000 méretarányt biztosított. Fedélzetén elhelyeztek egy automatikusan működő, nagylátószögű kamerát,  RICS (Remote IMAX Camera System). A kamerával, kívülről látványos felvételeket készítettek az űrrepülőgépről.

#### Kilencedik nap
1993. szeptember 22-én a Kennedy Űrközponton (KSC), kiinduló bázisán szállt le. Összesen 9 napot, 20 órát, 11 percet és 11 másodpercet töltött a világűrben. 6 608 628 kilométert (4 106 411 mérföldet) repült, 157 alkalommal kerülte meg a Földet.

## Személyzet
(zárójelben a repülések száma az STS–51 küldetéssel együtt)
- Frank Culbertson (2), parancsnok
- William Readdy (2), pilóta
- James Newman (1), küldetésfelelős
- Daniel Bursch (1), küldetésfelelős
- Carl Walz (1), küldetésfelelős

### Visszatérő személyzet
- Frank Lee Culbertson (2), parancsnok
- William Francis Readdy (2), pilóta
- James Newman (1), küldetésfelelős
- Daniel Bursch (1), küldetésfelelős
- Carl Walz (1), küldetésfelelős